# Ourilhe
Ourilhe é uma povoação portuguesa do Município de Celorico de Basto que foi sede da extinta Freguesia de Ourilhe, freguesia que tinha 5,37 km² de área e 459 habitantes (2011), e, por isso, uma densidade populacional de 85,5 hab/km².
A Freguesia de Ourilhe foi extinta em 2013, no âmbito da reforma administrativa nacional desse ano, tendo sido agregada às freguesias de Britelo e Gémeos, para formar uma nova freguesia denominada União das Freguesias de Britelo, Gémeos e Ourilhe com a sede em Britelo.
A Freguesia de Ourilhe tinha os seguintes lugares principais: Bairro, Bouça Cabovila, Carvalhas, Cerdeirinhas, Cortes, Fortunhos, Fundevila, Guimbra, Igreja, Lavandeira, Lavra, Monte, Muro, Novais, Outeiro, Paçô, Paredes, Poças, Porto, Rego, Salgueiros, São João, Sobreiro, Soalheira, Valado e Vinhaça. Crasto, Corga, Lagares, Bugenda,  Vinha, Estraganhais, Boca, Belos-Ares, Porto Novo, Barroca, Praina, Truvisqueira, Nogueira e Pataneca.

## População
| População da freguesia de Ourilhe (1864 – 2011) | População da freguesia de Ourilhe (1864 – 2011) | População da freguesia de Ourilhe (1864 – 2011) | População da freguesia de Ourilhe (1864 – 2011) | População da freguesia de Ourilhe (1864 – 2011) | População da freguesia de Ourilhe (1864 – 2011) | População da freguesia de Ourilhe (1864 – 2011) | População da freguesia de Ourilhe (1864 – 2011) | População da freguesia de Ourilhe (1864 – 2011) | População da freguesia de Ourilhe (1864 – 2011) | População da freguesia de Ourilhe (1864 – 2011) | População da freguesia de Ourilhe (1864 – 2011) | População da freguesia de Ourilhe (1864 – 2011) | População da freguesia de Ourilhe (1864 – 2011) | População da freguesia de Ourilhe (1864 – 2011) |
| ----------------------------------------------- | ----------------------------------------------- | ----------------------------------------------- | ----------------------------------------------- | ----------------------------------------------- | ----------------------------------------------- | ----------------------------------------------- | ----------------------------------------------- | ----------------------------------------------- | ----------------------------------------------- | ----------------------------------------------- | ----------------------------------------------- | ----------------------------------------------- | ----------------------------------------------- | ----------------------------------------------- |
| 1864                                            | 1878                                            | 1890                                            | 1900                                            | 1911                                            | 1920                                            | 1930                                            | 1940                                            | 1950                                            | 1960                                            | 1970                                            | 1981                                            | 1991                                            | 2001                                            | 2011                                            |
| 397                                             | 351                                             | 329                                             | 353                                             | 390                                             | 400                                             | 372                                             | 422                                             | 464                                             | 446                                             | 471                                             | 471                                             | 470                                             | 393                                             | 459                                             |

## Património

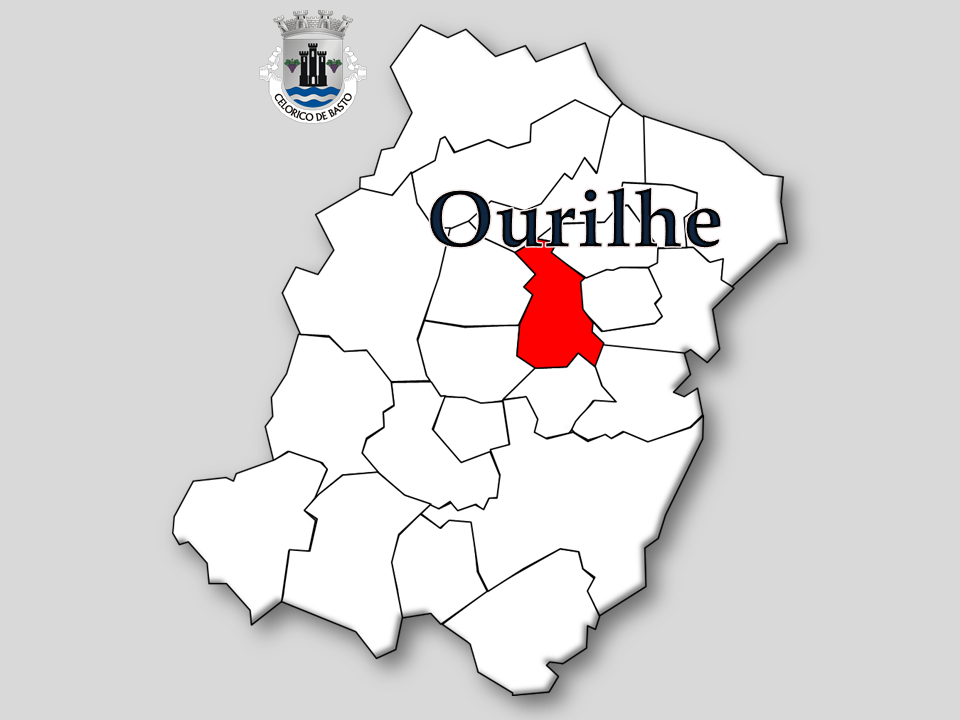
Localização da Freguesia de Ourilhe no Município de Celorico de Basto

- Igreja Paroquial de Ourilhe
- Parque de Lazer de Ourilhe